# Diana Lynn
Diana Lynn (ur. 5 lipca 1926, zm. 18 grudnia 1971) – amerykańska aktorka filmowa i telewizyjna.

## Wyróżnienia
Posiada dwie gwiazdy na Hollywoodzkiej Alei Gwiazd.